# 多斑鋸脂鯉
多斑鋸脂鯉，為輻鰭魚綱脂鯉目脂鯉亞目锯脂鲤科的其中一個種。分布於南美洲巴拉圭河及巴拉那河流域，體長可達27公分，棲息在水生植物覆蓋的溪流、水塘，主要在白天覓食，以魚類魚鱗為食，生活習性不明。

## 扩展阅读
維基物種上的相關：多斑鋸脂鯉